# Phare des Needles
Le phare des Needles est un phare situé sur l'aiguille la plus éloignée des Needles, trois stacks de craie s"élevant à l'extrémité Ouest de l'Île de Wight en Angleterre.
Ce phare est géré par la Trinity House Lighthouse Service de Londres, l'organisation de l'aide maritime des côtes de l'Angleterre.
Il est maintenant protégé en tant que monument classé du Royaume-Uni de Grade II depuis 1994.

## Histoire
Le phare des Needles a été construit, au niveau de la mer, par la Trinity House en 1859. Conçu par l'ingénieur écossais James Walker, c'est une tour circulaire construite en granit, mesurant 30 m de haut, et posée sur un épais socle en béton.
Il a remplacé un phare érigé au sommet d'une falaise surplombant Scratchell's Bay (en), qui avait été mis en service le 29 septembre 1786. Sa hauteur de 144 m, au-dessus du niveau de la mer, fut peu efficient lors des brumes et brouillards de mer et fut la cause de son remplacement.
En 1987, un héliport a été ajouté au sommet du phare, et il est devenu entièrement automatisé lorsque les derniers gardiens l'ont quitté le 8 décembre 1994. Il fut l'un des trois derniers phares isolés et habités demeurant en Angleterre et au Pays de Galles avant son automatisation. Ce gardiennage était composé d'un équipage de trois hommes qui faisait fonctionner le mécanisme rotatif de l'optique, servant un mois consécutif suivi d'un mois de congé, vivant dans des conditions rudimentaires dans les trois niveaux sous la lanterne.
En raison de l'état des strates de craie sur lesquelles le phare a été construit, en avril 2010 un projet de 500 000 £ a été annoncé pour stopper la chute inéluctable du phare dans la mer. Pendant une période de 12 semaines, durant l'été, l'entreprise BAM Nuttall (en) a creusé une tranchée autour de la base du phare pour installer un anneau de poteaux stabilisateurs et les remplir de béton.
Identifiant : ARLHS : ENG-083 - Amirauté : A0528 - NGA : 0584 .
|                         |
| The Needles et le phare |

|          |
| Le phare |

### Lien connexe
- Liste des phares en Angleterre